# Gordon & Co.

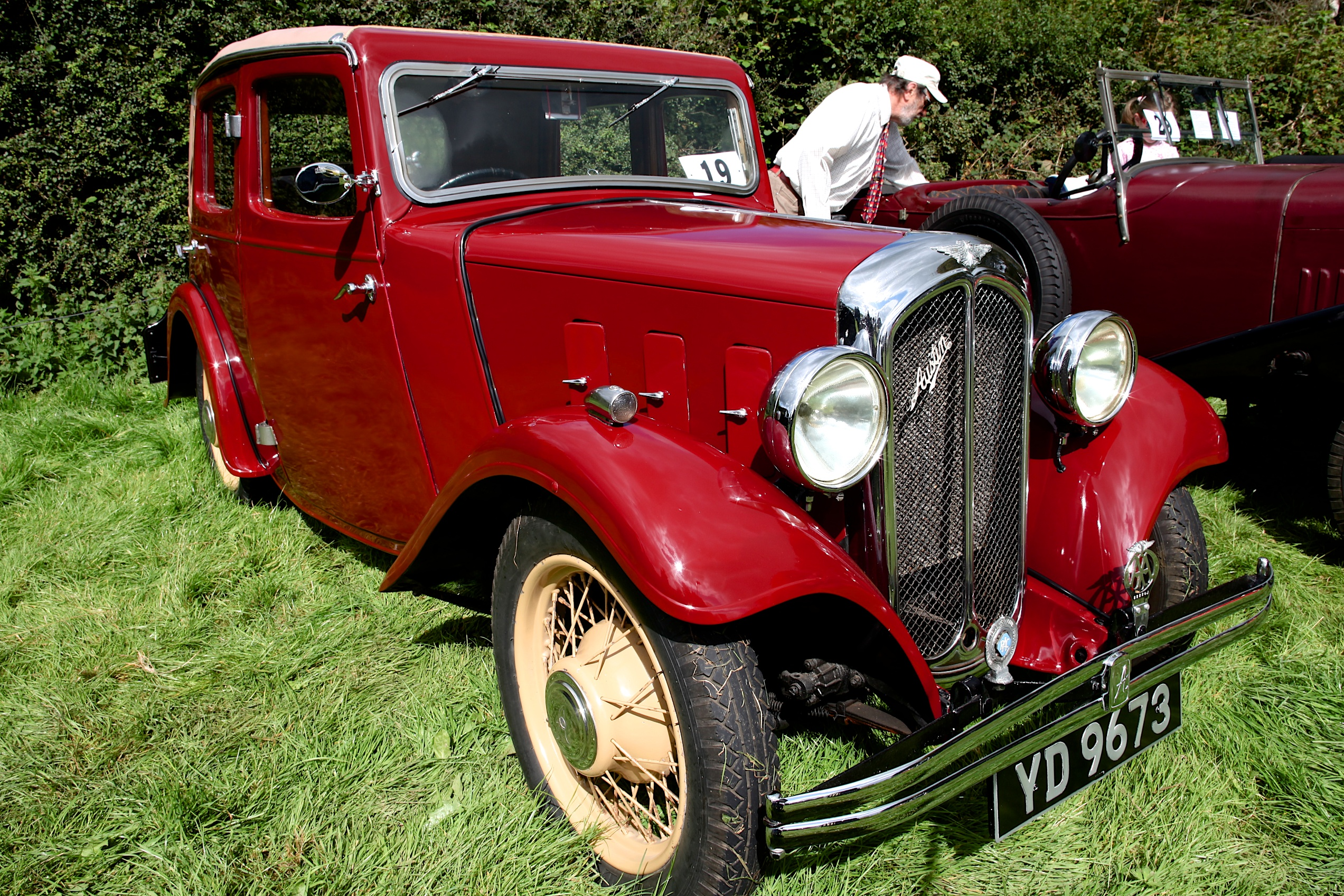
Austin Ten mit Karosserie von Gordon & Co. (1934)

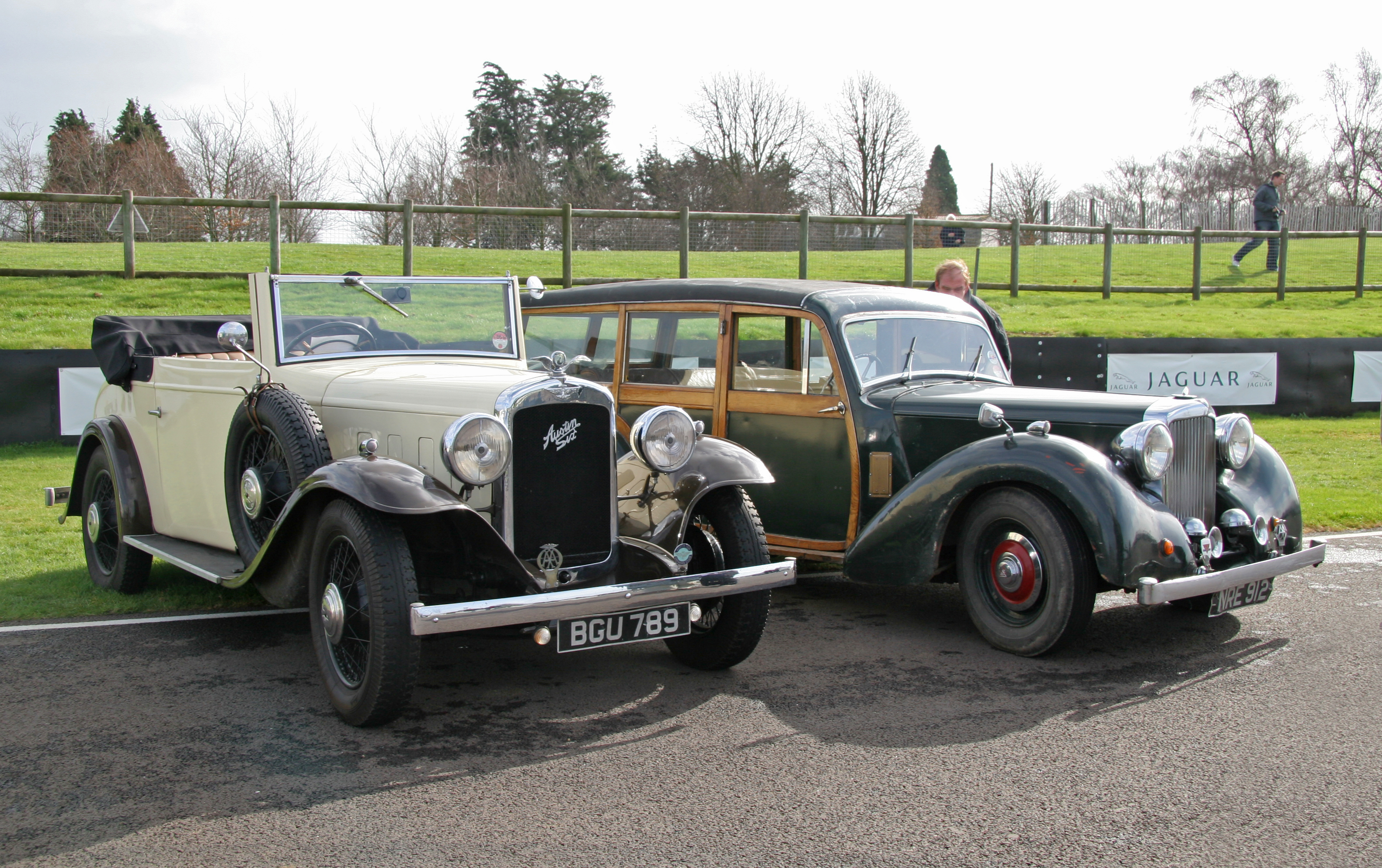
Austin Six Cabriolet mit Gordon-Aufbau (links)

Gordon & Co. war ein britischer Hersteller von Automobilkarosserien. Das in Birmingham ansässige Unternehmen existierte von 1921 bis 1939. Schwerpunktmäßig fertigte es Aufbauten für Chassis von Austin; daneben wurden auf Kundenwunsch aber auch andere Fahrgestelle eingekleidet.

## Unternehmensgeschichte
Gordon & Co. nahm 1921 den Betrieb auf. Der Unternehmenssitz befand sich in Sparkbrook, einem Stadtteil in der City von Birmingham, während die Werksanlagen etwas außerhalb gelegen waren. Anfänglich karossierte Gordon Importchassis US-amerikanischer Herkunft, vor allem Fords Model T, aber auch Fahrgestelle von Chevrolet, Overland und Dodge. Ab 1923 legte Gordon den Schwerpunkt auf britische Austin-Chassis. Hier entstanden Aufbauten für alle Chassisgrößen, wobei Gordon für jedes Chassis unterschiedliche Karosserieversionen (Limousinen, Cabriolets, Coupés und Landaulets) anbot. Gordons Aufbauten wurden als „nicht sehr schick, aber sehr werthaltig“ beschrieben. Jedenfalls seit Beginn der 1930er-Jahre wurden Gordons Aufbauten durch die regulären Austin-Vertragshändler vertrieben. In dieser Zeit konkurrierte Gordon vor allem mit Flewitt, der ebenfalls in Birmingham ansässig war und eine vergleichbare Zielgruppe bediente. Die Gordon-Aufbauten waren dabei zumeist günstiger als Flewitts Karosserien.
Ab 1933 fertigte Gordon auch einzelne Aufbauten für Fahrgestelle von Vauxhall und Standard. Hier blieb es aber bei geringen Stückzahlen.
1939 stellte Gordon & Co. den Betrieb ein.